# Buisbekken
Buisbekken (Solenostomidae) zijn een familie van straalvinnige vissen uit de orde van Zeenaaldachtigen (Syngnathiformes).

## Geslacht
- Solenostomus Lacépède, 1803